# Coupe d'Afrique du Nord de football 1937-1938
Navigation
Coupe AFN 1936-1937 Coupe AFN 1938-1939
Cet article traite de l'édition 1937-1938 de la Coupe d'Afrique du Nord de football. Il s'agit de la Septième édition de cette compétition, qui se termine par une victoire de l'Olympique Marocain.
C'est une équipe de la Ligue de Maroc et une équipe de la Ligue d'Alger se rencontrent en finale. Ces deux équipes sont respectivement le Olympique Marocain et la GS Alger. La finale se termine par une victoire des Marocains sur les Algérois sur le score de 1 but à 0.
L'Olympique Marocain remporte la compétition pour la première fois de son histoire et permet à sa ligue, la Ligue du Maroc d'obtenir un premier titre dans la compétition.

## Parcours LMFA-Maroc

### Premier Tour
- joués le 1937

|    | Date | Club | Score | Club | Lieu |
| -- | ---- | ---- | ----- | ---- | ---- |
| 1  |      | ...  | -     | ...  |      |
| 2  |      | ...  | -     | ...  |      |
| 3  |      | ...  | -     | ...  |      |
| 4  |      | ...  | -     | ...  |      |
| 5  |      | ...  | -     | ...  |      |
| 6  |      | ...  | -     | ...  |      |
| 7  |      | ...  | -     | ...  |      |
| 8  |      | ...  | -     | ...  |      |
| 9  |      | ...  | -     | ...  |      |
| 10 |      | ...  | -     | ...  |      |
| 11 |      | ...  | -     | ...  |      |
| 12 |      | ...  | -     | ...  |      |

### Deuxième Tour
- joués le 1937

|    | Date | Club | Score | Club | Lieu |
| -- | ---- | ---- | ----- | ---- | ---- |
| 1  |      | ...  | -     | ...  |      |
| 2  |      | ...  | -     | ...  |      |
| 3  |      | ...  | -     | ...  |      |
| 4  |      | ...  | -     | ...  |      |
| 5  |      | ...  | -     | ...  |      |
| 6  |      | ...  | -     | ...  |      |
| 7  |      | ...  | -     | ...  |      |
| 8  |      | ...  | -     | ...  |      |
| 9  |      | ...  | -     | ...  |      |
| 10 |      | ...  | -     | ...  |      |
| 11 |      | ...  | -     | ...  |      |
| 12 |      | ...  | -     | ...  |      |

### Troisième Tour
- joués le 1937

|    | Date | Club | Score | Club | Lieu |
| -- | ---- | ---- | ----- | ---- | ---- |
| 1  |      | ...  | -     | ...  |      |
| 2  |      | ...  | -     | ...  |      |
| 3  |      | ...  | -     | ...  |      |
| 4  |      | ...  | -     | ...  |      |
| 5  |      | ...  | -     | ...  |      |
| 6  |      | ...  | -     | ...  |      |
| 7  |      | ...  | -     | ...  |      |
| 8  |      | ...  | -     | ...  |      |
| 9  |      | ...  | -     | ...  |      |
| 10 |      | ...  | -     | ...  |      |
| 11 |      | ...  | -     | ...  |      |
| 12 |      | ...  | -     | ...  |      |

### Quatrième Tour
- joués le 1937

|   | Date | Club | Score | Club | Lieu |
| - | ---- | ---- | ----- | ---- | ---- |
| 1 |      | ...  | -     | ...  |      |
| 2 |      | ...  | -     | ...  |      |
| 3 |      | ...  | -     | ...  |      |

## Parcours LTFA-Tunisie

### Premier Tour
- joués le 1937

|    | Date | Club | Score | Club | Lieu |
| -- | ---- | ---- | ----- | ---- | ---- |
| 1  |      | ...  | -     | ...  |      |
| 2  |      | ...  | -     | ...  |      |
| 3  |      | ...  | -     | ...  |      |
| 4  |      | ...  | -     | ...  |      |
| 5  |      | ...  | -     | ...  |      |
| 6  |      | ...  | -     | ...  |      |
| 7  |      | ...  | -     | ...  |      |
| 8  |      | ...  | -     | ...  |      |
| 9  |      | ...  | -     | ...  |      |
| 10 |      | ...  | -     | ...  |      |
| 11 |      | ...  | -     | ...  |      |
| 12 |      | ...  | -     | ...  |      |

### Deuxième Tour
- joués le 1937

|    | Date | Club | Score | Club | Lieu |
| -- | ---- | ---- | ----- | ---- | ---- |
| 1  |      | ...  | -     | ...  |      |
| 2  |      | ...  | -     | ...  |      |
| 3  |      | ...  | -     | ...  |      |
| 4  |      | ...  | -     | ...  |      |
| 5  |      | ...  | -     | ...  |      |
| 6  |      | ...  | -     | ...  |      |
| 7  |      | ...  | -     | ...  |      |
| 8  |      | ...  | -     | ...  |      |
| 9  |      | ...  | -     | ...  |      |
| 10 |      | ...  | -     | ...  |      |
| 11 |      | ...  | -     | ...  |      |
| 12 |      | ...  | -     | ...  |      |

### Troisième Tour
- joués le 1936

|    | Date | Club | Score | Club | Lieu |
| -- | ---- | ---- | ----- | ---- | ---- |
| 1  |      | ...  | -     | ...  |      |
| 2  |      | ...  | -     | ...  |      |
| 3  |      | ...  | -     | ...  |      |
| 4  |      | ...  | -     | ...  |      |
| 5  |      | ...  | -     | ...  |      |
| 6  |      | ...  | -     | ...  |      |
| 7  |      | ...  | -     | ...  |      |
| 8  |      | ...  | -     | ...  |      |
| 9  |      | ...  | -     | ...  |      |
| 10 |      | ...  | -     | ...  |      |
| 11 |      | ...  | -     | ...  |      |
| 12 |      | ...  | -     | ...  |      |

### Quatrième Tour
- joués le 1937

|   | Date | Club | Score | Club | Lieu |
| - | ---- | ---- | ----- | ---- | ---- |
| 1 |      | ...  | -     | ...  |      |
| 2 |      | ...  | -     | ...  |      |
| 3 |      | ...  | -     | ...  |      |
| 4 |      | ...  | -     | ...  |      |
| 5 |      | ...  | -     | ...  |      |
| 6 |      | ...  | -     | ...  |      |

### Cinquième Tour
- joués le 1937

|   | Date | Club     | Score | Club | Lieu |
| - | ---- | -------- | ----- | ---- | ---- |
| 1 |      | SC Tunis | -     | ...  |      |
| 2 |      | RC Tunis | -     | ...  |      |
| 3 |      | ES Tunis | -     | ...  |      |

## Parcours LAFA-Alger

### Premier Tour
- joués le 19 septembre 1937[1]:

|   | Date | Club              | Score     | Club       | Lieu           |
| - | ---- | ----------------- | --------- | ---------- | -------------- |
| 1 |      | Stade Guyotville  | 5 - 0     | FC Arba    | Stade Lebon    |
| 2 |      | USM Maison-Carrée | 2 - 1 a p | AS Rivet   | Stade Arba     |
| 3 |      | USM Blida         | 3 - 1     | ES Zéralda | Stade Boufarik |
| 4 |      | ...               | -         | ...        |                |
| 5 |      | ...               | -         | ...        |                |
| 6 |      | ...               | -         | ...        |                |
| 7 |      | ...               | -         | ...        |                |
| 8 |      | ...               | -         | ...        |                |

### Deuxième Tour
- joués le 26 septembre 1937[2]:

|    | Date | Club                  | Score | Club                    | Lieu  |
| -- | ---- | --------------------- | ----- | ----------------------- | ----- |
| 1  |      | RAS Alger             | 2 - 0 | Olympique Hussein Dey   |       |
| 2  |      | Red Star Algérois     | 4 - 1 | AS Montpensier          |       |
| 3  |      | US Ouest Mitidja      | 2 - 0 | USM Blida               |       |
| 4  |      | US Fort-de-l'Eau      | 2 - 1 | MC Alger                |       |
| 5  |      | Stade Algérois        | 2 - 0 | USM Maison-Carrée       |       |
| 6  |      | AS Boufarik           | 3 - 0 | AS Douéra               | Blida |
| 7  |      | Olympique Marengo     | 4 - 1 | AS Trèfle Algérois      |       |
| 8  |      | US Blida              | 5 - 1 | RC Maison-Carrée        |       |
| 9  |      | Gallia Sports d'Alger | 5 - 0 | Olympique de Tizi-Ouzou |       |
| 10 |      | AS Saint-Eugène       | 5 - 1 | GS Orléansville         |       |
| 11 |      | AS Dellyes            | 3 - 2 | Stade Guyotville        |       |
| 12 |      | FC Blida              | 3 - 1 | Olympique Rouiba        |       |

### Troisième Tour
- joués le 24 octobre 1937[3]:

|   | Date | Club                  | Score | Club             | Lieu |
| - | ---- | --------------------- | ----- | ---------------- | ---- |
| 1 |      | Gallia Sports d'Alger | 1 - 0 | RAS Alger        |      |
| 2 |      | AS Saint-Eugène       | 2 - 0 | US Blida         |      |
| 3 |      | Red Star Algérois     | 5 - 0 | Stade Guyotville |      |
| 4 |      | AS Boufarik           | 2 - 1 | US Ouest Mitidja |      |
| 5 |      | Olympique Marengo     | 2 - 1 | Stade Algérois   |      |
| 6 |      | FC Blida              | 1 - 0 | US Fort-de-l'Eau |      |

### Quatrième Tour
- joués le 1937

|   | Date | Club                  | Score | Club | Lieu |
| - | ---- | --------------------- | ----- | ---- | ---- |
| 1 |      | Gallia Sports d'Alger | -     | ...  |      |
| 2 |      | AS Saint-Eugène       | -     | ...  |      |
| 3 |      | AS Boufarik           | -     | ...  |      |

## Parcours LOFA-Oran

### Premier Tour
- joués le 12 septembre 1937[4]:

|   | Date | Club                      | Score  | Club                            | Lieu                |
| - | ---- | ------------------------- | ------ | ------------------------------- | ------------------- |
| 1 |      | SM Gambetta               | 4 - 3  | JP Bel-Abbès                    | Oran                |
| 2 |      | RCM Relizane              | 1 - 0  | SC Choupot                      | Stade Gallia / Oran |
| 3 |      | Brillant Medioni Sportive | 1 - 0  | USFA Tlemcen                    | Oran                |
| 4 |      | SC Lamur                  | 4 - 2  | AS Barrage Bou-Hanifia          | Oran                |
| 5 |      | GC Saïda                  | 12 - 0 | SC Saint-Leu                    | Saida               |
| 6 |      | US Hammam Bou Hadjar      | 2 - 1  | SCJ Relizane                    | Relizane            |
| 7 |      | USM Bel-Abbès             | 2 - 1  | Jeunesse Franco-Arabe Bel-Abbès | Bel-Abbès           |

| Titulaires : |  |
| |  |
| (Maillot) 1. Bensaïd 2. Ghouti 3. Djaouti 4. Abbès 5. Ghalem 6. Bourras 7. Laribi 8. Heddi 9. Bitt Allah 10. Djazouli 11. Adjlout |  |

| Titulaires : |  |
| |  |
| (Maillot) 1. Santa 2. Vivès 3. Ruperto 4. Motoya 5. X 6. Cortès 7. Sempéré 8. Garcia 9. Inesta 10. Lasserre 11. Anton |  |

| Titulaires : |  |
| |  |
| (Maillot) 1. Bensaïd 2. Ghouti 3. Djaouti 4. Abbès 5. Ghalem 6. Bourras 7. Laribi 8. Heddi 9. Bitt Allah 10. Djazouli 11. Adjlout |  |

| Titulaires : |  |
| |  |
| (Maillot) 1. Santa 2. Vivès 3. Ruperto 4. Motoya 5. X 6. Cortès 7. Sempéré 8. Garcia 9. Inesta 10. Lasserre 11. Anton |  |

| Titulaires : |  |
| |  |
| (Maillot) 1. Saf Miloud 2. Haddin Yahia 3. Rahmoun 4. Bel Bachir I 5. Bouaït Ali 6. Kouider 7. Azoulay 8. Belhaitech Belabbès dit "Sahnoun" 9. Bel Bachir II 10. Rodriguez 11. Roca |  |

| Titulaires : |  |
| |  |
| (Maillot Bleu et Noir) 1. Berrached 2. Sliman 3. Berani 4. Verdu 5. Bel Rehal 6. Garcia 7. Béneits 8. Pujalté 9. Benali 10. Youb 11. Halimi |  |
| Entraîneur : |  |
| Zara |  |

| Titulaires : |  |
| |  |
| (Maillot) 1. Saf Miloud 2. Haddin Yahia 3. Rahmoun 4. Bel Bachir I 5. Bouaït Ali 6. Kouider 7. Azoulay 8. Belhaitech Belabbès dit "Sahnoun" 9. Bel Bachir II 10. Rodriguez 11. Roca |  |

| Titulaires : |  |
| |  |
| (Maillot Bleu et Noir) 1. Berrached 2. Sliman 3. Berani 4. Verdu 5. Bel Rehal 6. Garcia 7. Béneits 8. Pujalté 9. Benali 10. Youb 11. Halimi |  |
| Entraîneur : |  |
| Zara |  |

### Deuxième Tour
- joués le 10 octobre 1937[5]:

|    | Date | Club                         | Score     | Club                      | Lieu              |
| -- | ---- | ---------------------------- | --------- | ------------------------- | ----------------- |
| 1  |      | GC Oran                      | 5 - 1     | AS Musulman Eckmühl       | Oran              |
| 2  |      | USM Oran                     | 3 - 0     | Brillant Medioni Sportive | Oran              |
| 3  |      | Saint-Louis Sportive Oranais | 5 - 0     | US Musulman Témouchent    | Stade USMO / Oran |
| 4  |      | la Marsa                     | 7 - 0     | SC Lamur                  | Mers-el-Kebir     |
| 5  |      | IS Mostaganem                | 2 - 1     | USM Bel Abbès             | Mostaganem        |
| 6  |      | AGS Mascara                  | 2 - 1     | AS Eckmühl                | Mascara           |
| 7  |      | SC Bel-Abbès                 | 2 - 1 a.p | Stade Mondial Gambetta    | Bel-Abbès         |
| 8  |      | ASM Oran                     | 3 - 0     | US Hammam Bou Hadjar      | Oran              |
| 9  |      | GC Saïda                     | 4 - 1     | CDJ Oran                  | Saida             |
| 10 |      | Perrégaux GS                 | 4 - 0     | US Cheminots Oujda        | Perrégaux         |
| 11 |      | CAL Oran                     | 4 - 0     | SCFM Oujda                | Oran              |
| 12 |      | JS Saint-Eugène              | -         | RCM Relizane              | Oran              |

| Titulaires : |  |
| |  |
| (Maillot) 1. Barbier 2. Alcaraz 3. Alba 4. Marini 5. Cara 6. Bérak 7. Piovanacci 8. Peltier 9. Torrès 10. Sansano 11. Gérard |  |

| Titulaires : |  |
| |  |
| (Maillot) 1. Bouhadjar Belfekai 2. Moghrabi 3. Abdallah 4. Houcine 5. Ali 6. Youssef 7. Derrer Mohamed 8. Rezoug 9. Hadj Kaddour 10. Souria 11. Ahmed |  |

| Titulaires : |  |
| |  |
| (Maillot) 1. Barbier 2. Alcaraz 3. Alba 4. Marini 5. Cara 6. Bérak 7. Piovanacci 8. Peltier 9. Torrès 10. Sansano 11. Gérard |  |

| Titulaires : |  |
| |  |
| (Maillot) 1. Bouhadjar Belfekai 2. Moghrabi 3. Abdallah 4. Houcine 5. Ali 6. Youssef 7. Derrer Mohamed 8. Rezoug 9. Hadj Kaddour 10. Souria 11. Ahmed |  |

| Titulaires : |  |
| |  |
| (Maillot) 1. Anton 2. Léal 3. Garcia 4. Alcaraz 5. Youssef 6. Fernandez 7. Maraille René 8. Adifa 9. Sanchez 10. Lopez 11. Maestre |  |

| Titulaires : |  |
| |  |
| (Maillot) 1. Abdelkrim 2. Hadj Saïd 3. Ben Amar 4. Ben Abderrahmane 5. Zidour 6. Médina 7. Ben Saïd 8. Hadj Kaddour 9. Ben Fodda 10. Bouhadfar 11. Khaled |  |

| Titulaires : |  |
| |  |
| (Maillot) 1. Anton 2. Léal 3. Garcia 4. Alcaraz 5. Youssef 6. Fernandez 7. Maraille René 8. Adifa 9. Sanchez 10. Lopez 11. Maestre |  |

| Titulaires : |  |
| |  |
| (Maillot) 1. Abdelkrim 2. Hadj Saïd 3. Ben Amar 4. Ben Abderrahmane 5. Zidour 6. Médina 7. Ben Saïd 8. Hadj Kaddour 9. Ben Fodda 10. Bouhadfar 11. Khaled |  |

### Troisième Tour
- joués le 7 novembre 1937[6]:

|                          | Date | Club            | Score | Club                         | Lieu       |
| ------------------------ | ---- | --------------- | ----- | ---------------------------- | ---------- |
| 1                        |      | ASM Oran        | 3 - 0 | Saint-Louis Sportive Oranais | Oran       |
| 2                        |      | USM Oran        | 2 - 1 | AGS Mascara                  | Oran       |
| 3                        |      | la Marsa        | 2 - 0 | GC Oran                      | Oran       |
| 4                        |      | JS Saint-Eugène | 2 - 0 | CAL Oran                     | Oran       |
| 5                        |      | GC Saïda        | 3 - 1 | SC Bel-Abbès                 | Saida      |
| 6                        |      | Perrégaux GS    | -     | IS Mostaganem                | Perrégaux  |
| Match rejoué 12 décembre |      |                 |       |                              |            |
|                          |      | IS Mostaganem   | 2 - 1 | Perrégaux GS                 | Mostaganem |

| Titulaires : |  |
| |  |
| (Maillot Blanc) 1. Baghdad Aboukébir 2. Hamou Nafi 3. Mokhtari 4. Habib Draoua 5. Saffa Mokhfi 6. Bouakeul Miloud 7. Boudjellal 8. Kader Firoud 9. Ali Serradj 10. Karsenty 11. Tekkouk Lhouari |  |

| Titulaires : |  |
| |  |
| (Maillot Blanc) 1. Alphonse Robergeot 2. Kirri Ahmed 3. Abdelkader Benzaoui 4. Albertini 5. Morsli 6. Gluais Gaston 7. Benzaoui 2 8. Vincent André 9. Mounir 10. Sixou 11. Hachelouf |  |

| Titulaires : |  |
| |  |
| (Maillot Blanc) 1. Baghdad Aboukébir 2. Hamou Nafi 3. Mokhtari 4. Habib Draoua 5. Saffa Mokhfi 6. Bouakeul Miloud 7. Boudjellal 8. Kader Firoud 9. Ali Serradj 10. Karsenty 11. Tekkouk Lhouari |  |

| Titulaires : |  |
| |  |
| (Maillot Blanc) 1. Alphonse Robergeot 2. Kirri Ahmed 3. Abdelkader Benzaoui 4. Albertini 5. Morsli 6. Gluais Gaston 7. Benzaoui 2 8. Vincent André 9. Mounir 10. Sixou 11. Hachelouf |  |

### Quatrième Tour
- joués le 12 décembre 1937[7],[8]:

|                         | Date            | Club            | Score     | Club            | Lieu       |
| ----------------------- | --------------- | --------------- | --------- | --------------- | ---------- |
| 1                       |                 | USM Oran        | 3 - 1     | la Marsa        | Oran       |
| 2                       |                 | JS Saint-Eugène | 3 - 2     | ASM Oran        | Oran       |
| 3                       | 16 janvier 1938 | GC Saïda        | 3 - 2 a.p | IS Mostaganem   | Mostaganem |
| Match rejoué 16 janvier |                 |                 |           |                 |            |
|                         |                 | ASM Oran        | 3 - 1     | JS Saint-Eugène | Oran       |

| Titulaires : |  |
| |  |
| (Maillot) 1. Baghdad Aboukébir 2. Bencharab Saffa 3. Mokhtari Mohamed 4. Hamou Nafi 5. Habib Draoua 6. Karsenty 7. Boudjellel 8. Kader Firoud 9. Bouakeul Miloud 10. Ali Serradj 11. Lahouari Tekkouk |  |

| Titulaires : |  |
| |  |
| (Maillot) 1. François 2. Ferrara I 3. Esposito 4. Vicidomini 5. Lubrano 6. Selva 7. Palma 8. Ferrara II 9. Maugé 10. Tessonnier 11. Blasco II |  |

| Titulaires : |  |
| |  |
| (Maillot) 1. Baghdad Aboukébir 2. Bencharab Saffa 3. Mokhtari Mohamed 4. Hamou Nafi 5. Habib Draoua 6. Karsenty 7. Boudjellel 8. Kader Firoud 9. Bouakeul Miloud 10. Ali Serradj 11. Lahouari Tekkouk |  |

| Titulaires : |  |
| |  |
| (Maillot) 1. François 2. Ferrara I 3. Esposito 4. Vicidomini 5. Lubrano 6. Selva 7. Palma 8. Ferrara II 9. Maugé 10. Tessonnier 11. Blasco II |  |

| Titulaires : |  |
| |  |
| (Maillot) 1. Dahmani 2. Hérodote 3. Ascencio 4. Kada 5. Leber 6. Mira 7. Castellano 8. Gomez 9. Tandjaoui Ahmed dit "Bacoco" 10. Roca 11. Lopez |  |

| Titulaires : |  |
| |  |
| (Maillot) 1. Kader 2. Abbès 3. Olivier 4. Ould Ali 5. Simon 6. Layet 7. Charef 8. Fabrégon 9. Bocato 10. Bonnet 11. Belhachemi |  |

| Titulaires : |  |
| |  |
| (Maillot) 1. Dahmani 2. Hérodote 3. Ascencio 4. Kada 5. Leber 6. Mira 7. Castellano 8. Gomez 9. Tandjaoui Ahmed dit "Bacoco" 10. Roca 11. Lopez |  |

| Titulaires : |  |
| |  |
| (Maillot) 1. Kader 2. Abbès 3. Olivier 4. Ould Ali 5. Simon 6. Layet 7. Charef 8. Fabrégon 9. Bocato 10. Bonnet 11. Belhachemi |  |

| Titulaires : |  |
| |  |
| (Maillot) 1. Garcia 2. Mohamed Ould Habib Benamar 3. Caillat 4. Gerou 5. Fernandez 6. Rubbio I 7. André Philippot 8. Lopez 9. Chibani Abdelkader 10. Rubbio II 11. Sebaa Lahouari |  |

| Titulaires : |  |
| |  |
| (Maillot) 1. Niéto 2. Soler 3. Carillon 4. Montoya 5. Barroso 6. Villa 7. Garcia 8. Torrémocha 9. Sempéré 10. Pénalva 11. Chaléa |  |

| Titulaires : |  |
| |  |
| (Maillot) 1. Garcia 2. Mohamed Ould Habib Benamar 3. Caillat 4. Gerou 5. Fernandez 6. Rubbio I 7. André Philippot 8. Lopez 9. Chibani Abdelkader 10. Rubbio II 11. Sebaa Lahouari |  |

| Titulaires : |  |
| |  |
| (Maillot) 1. Niéto 2. Soler 3. Carillon 4. Montoya 5. Barroso 6. Villa 7. Garcia 8. Torrémocha 9. Sempéré 10. Pénalva 11. Chaléa |  |

## Parcours LCFA-Constantine

### Premier Tour
- joués le 24 octobre 1936

|    | Date | Club          | Score | Club          | Lieu          |
| -- | ---- | ------------- | ----- | ------------- | ------------- |
| 1  |      | USLVGA Guelma | 1 - 0 | US Châteaudun | Philippeville |
| 2  |      | SO Mondovi    | -     | FC Bougie     |               |
| 3  |      | ...           | -     | ...           |               |
| 4  |      | ...           | -     | ...           |               |
| 5  |      | ...           | -     | ...           |               |
| 6  |      | ...           | -     | ...           |               |
| 7  |      | ...           | -     | ...           |               |
| 8  |      | ...           | -     | ...           |               |
| 9  |      | ...           | -     | ...           |               |
| 10 |      | ...           | -     | ...           |               |
| 11 |      | ...           | -     | ...           |               |
| 12 |      | ...           | -     | ...           |               |

### Deuxième Tour
- joués le 21 novembre 1936

|   | Date | Club                 | Score | Club                  | Lieu                                                                                                 |
| - | ---- | -------------------- | ----- | --------------------- | --- |
| 1 |      | EV Kouif             | 1 - 1 | JS Djijel             | Constantine (prolongation non terminé)                                                               |
| 2 |      | RU Constantine       | 5 - 0 | USFM Sétif            | Constantine                                                                                          |
| 3 |      | Défense Saint Arnaud | 3 - 2 | SO Mondovi            | Philippeville                                                                                        |
| 4 |      | CS Constantine       | -     | CA Bordj Bou Arreridj | à Sétif (le CABBA n'étant pas en règle avec la sirculaire gubernatoriale visant les clubs indigènes) |
| 5 |      | AS Batna             | -     | USLVAGA Guelma        | Constantine (forfait régulièrement enregistré du USLVAGAG)                                           |

### Troisième Tour
- joués le 12 décembre 1937

|                    | Date | Club                | Score | Club                 | Lieu                                        |
| ------------------ | ---- | ------------------- | ----- | -------------------- | ------------------------------------------- |
| 1                  |      | EJ Philippeville    | 3 - 1 | JS Guelma            | Constantine                                 |
| 2                  |      | RC Philippeville    | 1 - 1 | AS Batna             | Constantine (partie aerretée par l'arbitre) |
| 3                  |      | Jeunesse Bône AC    | 3 - 1 | RU Constantine       | Philippeville                               |
| 4                  |      | AS Bône             | 3 - 2 | CS Constantine       | Philippeville                               |
| 5                  |      | EV Kouif            | 3 - 2 | CC Biskra            | Batna                                       |
| 6                  |      | Sporting Club Sétif | 3 - 2 | Défense Saint Arnaud | Saint Arnaud                                |
| rejoué 26 décembre |      |                     |       |                      |                                             |
|                    |      | RC Philippeville    | 1 - 0 | AS Batna             | Constantine                                 |

### Quatrième Tour
- joués le 2 janvier 1938

|   | Date | Club             | Score | Club                | Lieu        |
| - | ---- | ---------------- | ----- | ------------------- | ----------- |
| 1 |      | EV Kouif         | 2 - 1 | AS Bône             | Constantine |
| 2 |      | JBAC Bône        | 3 - 2 | EJ Philippeville    | Constantine |
| 3 |      | RC Philippeville | 6 - 0 | Sporting Club Sétif | Constantine |

## Parcours des finalistes

### Huitièmes de finale
- Résultats du huitième de finale de la Coupe d'Afrique du Nord 1937-1938:
- joués le 6 février 1938[9],[10],[11]:

|                         | Date       | Club               | Score     | Club         | Lieu          |
| ----------------------- | ---------- | ------------------ | --------- | ------------ | ------------- |
| 1                       |            | AS Boufarik        | 1 - 0     | USM Oran     | Boufarik      |
| 2                       |            | SC Tunis           | 2 - 1     | ASM Oran     | Bône          |
| 3                       |            | Olympique Marocain | 4 - 0     | EV Kouif     | Oran          |
| 4                       | 13 février | RU Alger           | 0 - 0     | RC Tunis     | Tunis         |
| 5                       | 13 février | GS Alger           | 1 - 0 a.p | SA Marrakech | Marrakech     |
| 6                       | 13 février | AS Saint-Eugène    | 1 - 1     | GC Saïda     | Mascara       |
| 7                       | 13 février | US Marocaine       | 2 - 1     | JBAC Bône    | Alger         |
| 8                       | 13 février | RC Philippeville   | 5 - 1     | ES Tunis     | Philippeville |
| Match rejoué 27 février |            |                    |           |              |               |
|                         |            | AS Saint-Eugène    | 3 - 0     | GC Saïda     | Alger         |
|                         |            | RU Alger           | 3 - 0     | RC Tunis     | Alger         |

### Quarts de finale
- Résultats des quarts de finale de la Coupe d'Afrique du Nord 1937-1938:
- joués le 6 mars 1938[12],[13]:

|   | Date    | Club               | Score | Club             | Lieu             |
| - | ------- | ------------------ | ----- | ---------------- | ---------------- |
| 1 |         | GS Alger           | 3 - 0 | SC Tunis         | Municipal/ Alger |
| 2 |         | AS Boufarik        | 4 - 3 | US Marocaine     | Casablanca       |
| 3 | 13 mars | Olympique Marocain | 4 - 2 | AS Saint-Eugène  | Rabat            |
| 4 | 13 mars | RU Alger           | 3 - 0 | RC Philippeville | Municipal/ Alger |

### Demi-finales
- Résultats des demi-finales de la Coupe d'Afrique du Nord 1937-1938:
- joués le 3 avril 1938[14]:

|   | Date | Club               | Score | Club        | Lieu  |
| - | ---- | ------------------ | ----- | ----------- | ----- |
| 1 |      | Olympique Marocain | 2 - 1 | AS Boufarik |       |
| 2 |      | GS Alger           | 1 - 0 | RU Alger    | Alger |

### Finale
- Résultats du finale de la Coupe d'Afrique du Nord 1937-1938

La finale joués le 8 mai 1938:
|   | Date       | Club               | Score | Club     | Lieu                         |
| - | ---------- | ------------------ | ----- | -------- | ---------------------------- |
| 1 | 8 mai 1938 | Olympique Marocain | 1 - 0 | GS Alger | Stade Philippe, (Casablanca) |

| Titulaires : |  |
| |  |
| (Maillot Jaune Clair) 1. Larabi 2. Maitre 3. Salas 4. Hernandez 5. Madani 6. Léonetti 7. Yanni 8. L.Haza 9. Godard 10. Delrieu 11. Deharo |  |

| Titulaires : |  |
| |  |
| (Maillot Rouge cercle Bleu) 1. Quadri 2. Sadi 3. Imbernon 4. Montel 5. Orhant 6. Monnet 7. Dimeglio 8. Vitiello.G 9. Vitiello.S 10. Calmus 11. Lucchini |  |

| Titulaires : |  |
| |  |
| (Maillot Jaune Clair) 1. Larabi 2. Maitre 3. Salas 4. Hernandez 5. Madani 6. Léonetti 7. Yanni 8. L.Haza 9. Godard 10. Delrieu 11. Deharo |  |

| Titulaires : |  |
| |  |
| (Maillot Rouge cercle Bleu) 1. Quadri 2. Sadi 3. Imbernon 4. Montel 5. Orhant 6. Monnet 7. Dimeglio 8. Vitiello.G 9. Vitiello.S 10. Calmus 11. Lucchini |  |

| Coupe d'Afrique du Nord Vainqueur 1937-1938 |
| ------------------------------------------- |
| Olympique Marocain Premier titre            |